# Долгополов, Александр Александрович
Александр Александрович Долгополов (укр. Олександр Олександрович Долгополов; родился 7 ноября 1988 года в Киеве, СССР) — украинский профессиональный теннисист; победитель четырёх турниров ATP (из них три в одиночном разряде).

## Общая информация
Мама Александра — Елена — некогда занималась художественной гимнастикой, становясь в составе национальной команды страны призёром чемпионатов Европы; отец — Александр-старший — без особого успеха пробовал себя в профессиональном теннисе. У Александра-младшего также есть младшая сестра Мария.
Начал заниматься теннисом в три года. Любимое покрытие — грунт.

## Спортивная карьера

### Первые годы
В юниорские годы Александр несколько раз бывал в четвертьфиналах турниров категории GA и записал на свой счёт несколько мелких титулов. Пик выступлений пришёлся на 2004-05 годы, когда он обрёл достаточную стабильность результатов, чтобы подняться на 21-ю строчку юниорского рейтинга. Тогда же были достигнуты главные парные успехи: украинец сыграл в финале престижного Eddie Herr International, а также дошёл до полуфиналов на чемпионате Европы и на Orange Bowl.
В 2005 году началась карьера Долгополова во взрослом туре. За пару лет, благодаря некоторым победам на турнирах категории «фьючерс», он поднялся в четвертую сотню одиночного рейтинга. В сентябре 2006 года Долгополов через квалификацию впервые пробился в основную сетку турнира АТП-тура, сыграв в первом раунде в Бухаресте. В том же месяце 17-летний теннисист дебютировал в национальной команде в Кубка Дэвиса. В июне 2007 года Александр впервые выиграл титул из серии «челленджер» на турнире в итальянском Сассуоло.
В 2008 году у Александра случился некоторый спад результатов, откинувший его в какой-то момент в пятую сотню рейтинга, но выбравшись из него он выиграл в 2009 году три «челленджера» и вошёл в топ-200 мирового рейтинга.

### 2010 год
В начале марта 2010 года Долгополов впервые поднялся в первую сотню одиночного рейтинга, сразу после выигрыша «челленджера» в Мекнесе. В апреле Александр прошёл квалификацию на турнир серии мастерс в Монте-Карло, где проиграл Жюльену Беннето в первом круге. В мае ещё на одном мастерсе в Мадриде Долгополов также прошёл квалификацию в основную сетку и победил в первом круге Андреаса Сеппи. Во втором круге он уступил Рафаэлю Надалю в двух сетах.
Открытый чемпионат Франции 2010 года стал для Долгополова первым турниром серии Большого шлема в основной сетке, куда он пробился через три раунда квалификации. В первом раунде в долгом пятисетовом поединке Александр взял победу над Арно Клеманом. В следующем круге он встретился с двенадцатым сеянным Фернандо Гонсалесом, которого одолел в трех сетах. На тот момент это была наибольшая победа в его карьере и лучший результат на турнирах Большого шлема. В третьем круге он проиграл Николасу Альмагро.
Травяной сезон Долгополов начал седьмым сеянным на турнире в Истборне и, одержав три победы, смог выйти в полуфинал. В борьбе за финал Александр уступил Микаэлю Льодра — 6-3, 7-5, несмотря на то, что во втором сете сначала повел 4-1. В первом круге Уимблдона Долгополов победил Марко Кьюдинелли, а во втором раунде уступил французу Жо-Вильфридом Тсонга в пяти сетах (6-4, 6-4, 6-7(5), 5-7, 10-8). Летом после Уимблдона лучшими достижениями украинца стали выход в четвертьфинал турнира в Умаге и третий раунд мастерса в Торонто. Осенью он достиг двух четвертьфиналов на зальных турнирах в Москве и Санкт-Петербурге. По итогам сезона он занял место в топ-50 мирового рейтинга.

### 2011—2012 (четвертьфинал в Австралии и первый титул в Мировом туре)

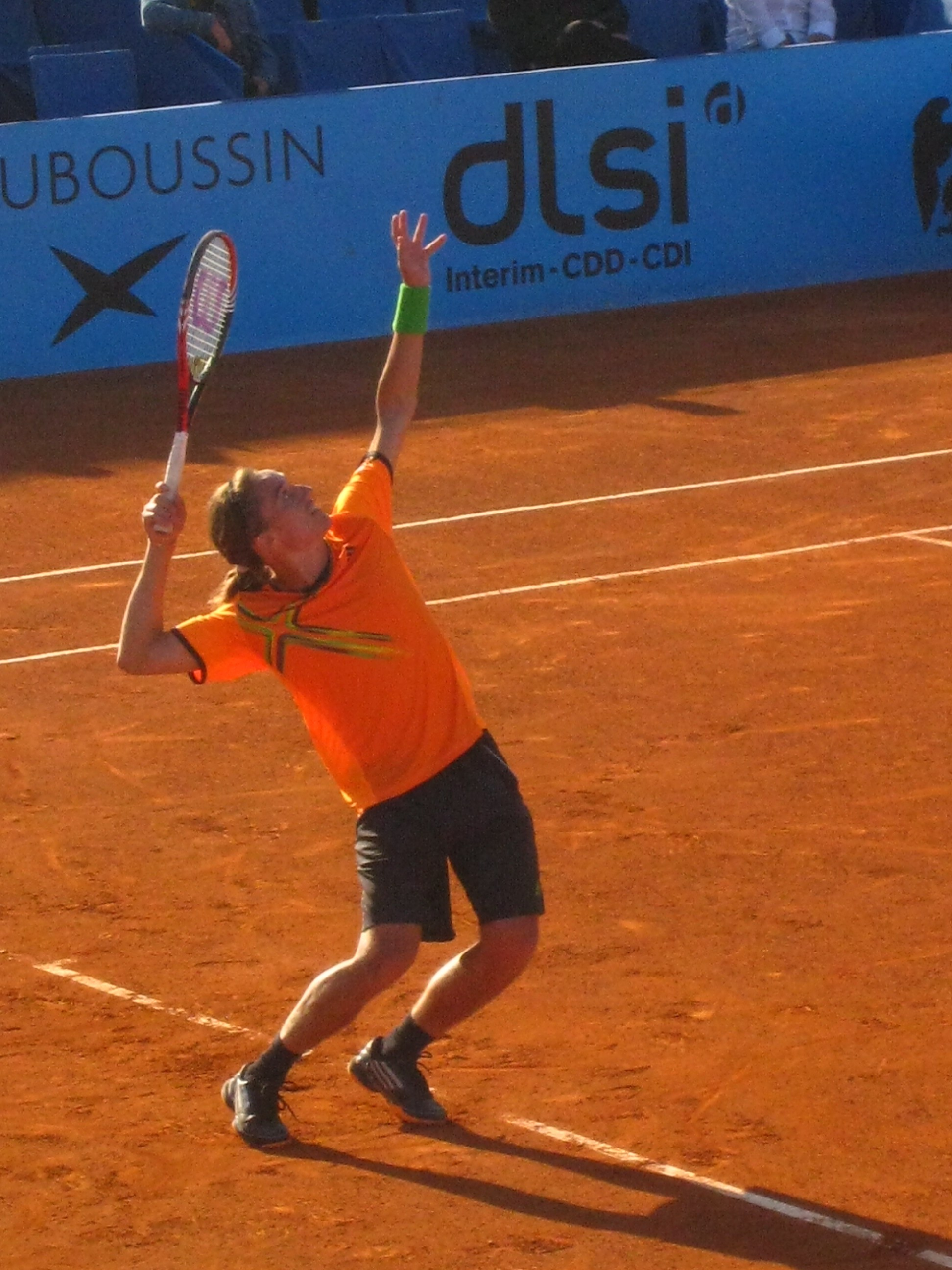
Долгополов на турнире в Ницце

В январе Долгополов вышел в четвертьфинал турнира в Сиднее, где проиграл Жилю Симону, будущему победителю турнира. На Открытом чемпионате Австралии он показал наилучший на тот момент в своей карьере результат. Александр победил Михаила Кукушкина и Беньямина Беккера в первых двух раундах. В третьем круге он встретился с Жо-Вильфридом Тсонга, которого одолел в пяти сетах (3-6, 6-3, 3-6, 6-1, 6-1), а в следующем круге победил четвёртого сеянного Робина Сёдерлинга (1-6, 6-3, 6-1, 4-6, 6-2), впервые дойдя до четвертьфинала турнира серии Большого шлема. Швед стал первым представителем из топ-10 мирового рейтинга, которого смог обыграть Долгополов. В 1/4 финала Долгополов проиграл Энди Маррею, пятому сеянному на турнире, в четырёх сетах (7-5, 6-3, 6-7, 6-3).
Февраль Долгополов начал четвёртым сеянным на турнире в Коста-ду-Сауипе, где он впервые вышел в финал турнира АТП. В решающем матче украинец проиграл Николасу Альмагро — 3-6, 6-7(3). В том же месяце он смог выйти в полуфинал турнира в Акапулько, где уступил будущему победителю турнира Давиду Ферреру.
В середине марта в парном разряде в альянсе с Ксавье Малиссом Долгополов выиграл престижный мастерс в Индиан-Уэлсе, победив во втором круге первую пару мира Боба и Майка Брайанов, в полуфинале финалистов Открытого чемпионата США-2010 Рохана Бопанну и Айсама-уль-Хака Куреши, а в финале олимпийских чемпионов Пекина Станисласа Вавринку и Роджера Федерера. Этот трофей стал дебютным в карьере украинца на соревнованиях мирового тура. На мастерсе в Майами Долгополов дошёл до четвёртого раунда, обыграв Сеппи и Тсонга и проиграв Надалю.
В апреле в одиночном рейтинге Александр впервые поднялся в топ-20. В мае он дошёл до полуфинала на турнире в Ницце, обыграв в четвертьфинале № 7 в мире на тот момент Давида Феррера. На Открытом чемпионате Франции, как и год назад, украинец вышел в третий раунд. На Уимблдонском турнире он не смог преодолеть первый раунд, уступив Фернандо Гонсалесу. В июле на грунтовом турнире в Умаге Александру удалось завоевать свой первый одиночный титул на турнирах АТП. На своём пути он сумел переиграть Филиппо Воландри, Альберта Рамоса, Хуана Карлоса Ферреро и в финале со счётом 6-4, 3-6, 6-3 Марина Чилича.
В августе он сумел выйти в четвертьфинал в Уинстон-Сейлеме. На Открытом чемпионате США Долгополов впервые дошёл до четвёртого раунда, где уступил будущему победителю Новаку Джоковичу. В сентябре вышел в полуфинал на турнире в Меце, а в октябре добрался до четвертьфинала на мастерсе в Шанхае. Сезон он завершил на 15-м месте в мировом рейтинге.
Сезон 2012 года Долгополов начал достаточно успешно, сумев дойти до финала на первом же турнире в Брисбене. В решающем поединке он уступил Энди Маррею — 1-6, 3-6. 16 января он поднялся на самую высокую в карьере — 13-ю позицию рейтинга. На Открытом чемпионате Австралии, где в прошлом году Александр был в четвертьфинале, на этот раз в пяти сетах проиграл в третьем раунде Бернарду Томичу — 6-4, 6-7(0), 6-7(6), 6-2, 3-6.
Первый раз с января Долгополов добрался до четвертьфинала в мае на мастерсе в Мадриде, обыграв в третьем раунде № 5 в мире Жо-Вильфрида Тсонга.
На Открытом чемпионате Франции он проиграл уже в первом раунде, а на Уимблдонском турнире во втором. В июле в полуфинале турнира в Умаге зрители увидели повторение прошлогоднего финала Долгополов — Чилич. На этот раз хорват сумел взять реванш со счётом 7-5, 6-2. Затем в начале августа на турнире в Вашингтоне Долгополову удалось завоевать свой второй одиночный титул АТП. В финале турнира он выиграл у Томми Хааса — 6-7(7), 6-4, 6-1. На турнире в Уинстон-Сейлеме он дошёл до четвертьфинала, а на Открытом чемпионате США в третьем раунде ему нанёс поражение Станислас Вавринка. Лучшим результатом Александра в концовке сезона стал выход в финал турнира в Валенсии в конце октября. В матче за титул он не смог обыграть Давида Феррера (1-6, 6-3, 4-6). Второй год подряд Долгополов завершил в топ-20, заняв в 2012 году итоговую 18-ю строчку рейтинга.

### 2013—2015

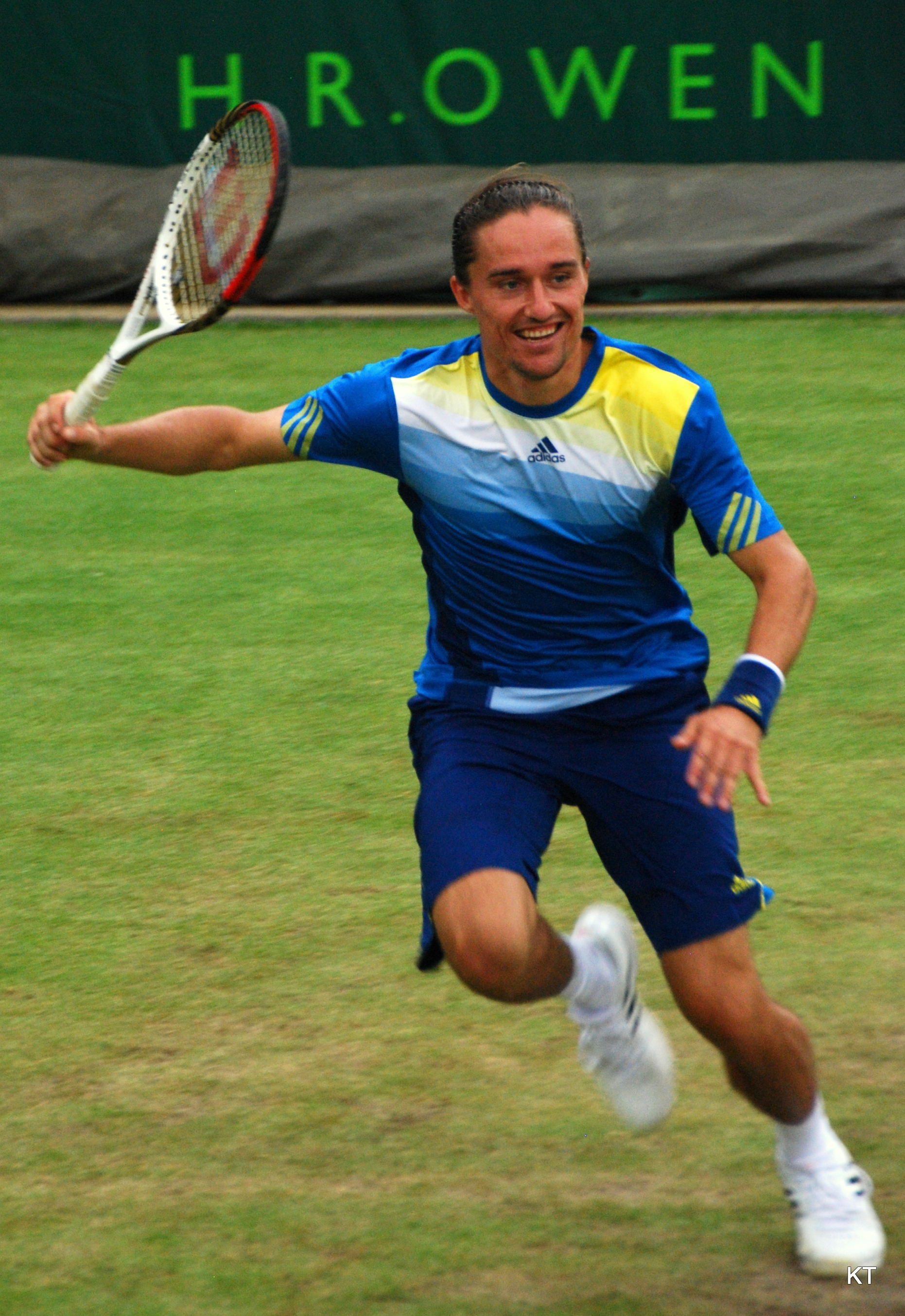
Долгополов на турнире в Истборне в 2013 году

Сезон 2013 года Долгополов начал с выхода в четвертьфинал турнира в Брисбене. Следующий раз в 1/4 финала он вышел в феврале в Мемфисе, а затем уже в мае в Мюнхене. Лучшим результатом на Больших шлемах в сезоне стал для Александра выход в третий раунд Уимблдонского турнира. В августе в Уинстон-Сейлеме он впервые в сезоне смог выйти в полуфинал. В осенней части сезона Александр один раз смог выйти в четвертьфинал — на турнире в Токио.
В январе 2014 года Долгополов вышел в четвертьфинал турнира в Сиднее. В феврале он смог выйти в финал турнира в Рио-де-Жанейро. Для этого в полуфинале Александр переиграл № 4 в мире Давида Феррера — 6-4, 6-4. В решающем матче он проиграл Рафаэлю Надалю со счётом 3-6, 6-7(3). После этого на турнире в Акапулько Долгополов вышел в полуфинал. Такого же результата он достиг в Индиан-Уэлсе, впервые в карьере достигнув полуфинала турнира серии мастерс. Также в матче третьего раунда он впервые смог переиграть лидера мировой классификации, которым на тот момент являлся Рафаэль Надаль — 6-3, 3-6, 7-6(5). На следующем мастерсе в Майами Александр также выступил удачно. В четвёртом раунде он выиграл третью ракетку мира Стэна Вавринку (6-4, 3-6, 6-1) и вышел в стадию четвертьфинала.
Следующий раз в четвертьфинал Долгополов вышел в июне 2014 года на травяном турнире в Лондоне. На Уимблдоне он единственный раз в сезоне достиг третьего раунда турнира серии Большого шлема. Открытый чемпионат США Александр пропустил, и в целом вторая часть сезона прошла для него неудачно, но по итогу он смог завершить сезон на 23-м месте в рейтинге АТП.
На старте сезона 2015 года Долгополов вышел в парный финал турнира в Брисбене в партнёрстве с Кэем Нисикори. В феврале он дважды достигал четвертьфинала — на турнирах в Делрей-Бич и Акапулько. Следующим заметным достижением в сезоне для украинца стал выход в полуфинал турнира в Ноттингеме в июне. За неделю до этого в первом раунде турнира в Лондоне Долгополов обыграл Рафаэля Надаля (6-3 6-7(6-8) 6-4), но уже во втором раунде он проиграл.
В августе 2015 года на Мастерсе в Цинциннати Долгополов начал свои выступления из=за низкого рейтинга с квалификации. Успешно преодолев отбор, Александр смог во второй раз в карьере достигнуть полуфинала турнира данной серии. В 1/4 финала он оказался сильнее № 6 в мире Томаша Бердыха (6-4 6-2).

### 2016—2018
В начале сезона 2016 года Долгополов в партнёрстве с Элиной Свитолиной выступил на неофициальном командном турнире Кубок Хопмана в составе команды Украины. Долгополов и Свитолина смогли дойти до финала, где Украина проиграла команде Австралии. На турнире в Сиднее Александр вышел в четвертьфинал. В феврале он вышел в четвертьфинал турнира в Рио-де-Жанейро, а затем прошёл в полуфинал турнира в Акапулько, где во втором раунде к тому же обыграл № 8 в мире Давида Феррера (6-4, 6-4). В апреле Александр сыграл в четвертьфинале грунтового турнира в Барселоне. Ещё один раз по ходу сезона в четвертьфинал он вышел в июне на турнире в Ноттингеме. После Открытого чемпионата США Долгополов досрочно завершил сезон.
В феврале 2017 года Долгополов выиграл свой третий одиночный титул в туре. Он стал чемпионом турнира в Буэнос-Айресе, где в финале смог победить пятую ракетку мира Кэя Нисикори — 7-6(7-4) 6-4. Через неделю Александр сыграл в четвертьфинале турнира в Рио-де-Жанейро. Следующего значимого достижения он добился в июле, выйдя в финал грунтового турнира в Бостаде. В решающем матче за главный приз украинец проиграл испанцу Давиду Ферреру со счётом 4-6 4-6.
На Открытом чемпионате США Долгополов впервые с 2011 года смог выйти в четвёртый раунд на турнирах серии Большого шлема, где был остановлен Рафаэлем Надалем (2-6 4-6 1-6). Осенью украинец сыграл ещё один финал на турнире в Шэньчжэне. В титульном матче Александр проиграл бельгийцу Давиду Гоффену — 4-6 7-6(7-5) 3-6.
2018 год Долгополов начал с выхода в четвертьфинал турнира в Брисбене. На Открытом чемпионате Австралии дошёл до третьего раунда, где уступил сеянному аргентинцу Диего Шварцману в 4 сетах. После Австралии следующий раз вышел на корта в апреле на грунтовом турнире ATP 250 в Марокко, где проиграл в первом матче 221-й ракетке мира Андреа Арнабольди (2-6 3-6). В середине мая 29-летний Долгополов сыграл на грунтовом Мастерсе в Риме, где в первом матче проиграл Джоковичу (1-6 3-6). После этого на корты на уровне ATP больше не выходил.
Перенёс операцию на кисти, пропустил весь сезон 2019 года, но планировал вернуться к выступлениям 2020 году, но так и не сыграл ни одного матча.
В октябре 2020 года Долгополов заявил, что рассматривает вариант с завершением карьеры из-за травм. 1 мая 2021 года Долгополов, который не выходил на корт с мая 2018 года, объявил о завершении карьеры.

### Конфликт с Федерацией тенниса Украины
В феврале 2011 года в украинской прессе появилась информация о том, что Долгополов не сыграет за сборную Украины в Кубке Дэвиса из-за того, что Федерация тенниса Украины не может удовлетворить его запрос по поводу премиальных за это выступление. В марте того же года Долгополов направил открытое письмо в адрес Федерации в котором в частности, говорит о том, что «пока в нашей федерации будут работать люди, которые имеют к теннису совершенно посредственное отношение, думающие лишь о том, как получить выгоду в деньгах, имидже или ещё в чём-либо, теннис так и останется второстепенным и не развитым видом спорта, какие бы игроки у нас не были. Остаётся лишь сказать, что за этих людей я не буду играть ни при каких условиях!». Из-за этого конфликта и не участие его в матчах за сборную Украины Долгополову пришлось пропустить Олимпиаду в Лондоне. 11 сентября 2012 года Долгополов на пресс-конференции, посвященной не участию его в матчах за сборную открыто назвал имена тех «врагов» в Федерации тенниса Украины, которые мешают его выступлениям за Украину.
В феврале 2013 года вернулся в сборную после смены руководства Федерации тенниса Украины.

## После окончания карьеры
С началом вторжения России в Украину Александр Долгополов в марте 2022 года пошел добровольцем в ВСУ и стал оператором беспилотников.

## Рейтинг на конец года
| Год  | Одиночный рейтинг | Парный рейтинг |
| ---- | ----------------- | -------------- |
| 2018 | 260               |                |
| 2017 | 38                |                |
| 2016 | 62                |                |
| 2015 | 36                | 420            |
| 2014 | 23                | 345            |
| 2013 | 57                |                |
| 2012 | 18                | 209            |
| 2011 | 15                | 44             |
| 2010 | 48                | 319            |
| 2009 | 131               | 570            |
| 2008 | 309               | 799            |
| 2007 | 233               | 583            |
| 2006 | 265               | 545            |

По данным официального сайта ATP на последнюю неделю года.

## Выступления на турнирах

### Финалы турнировATPв одиночном разряде (9)

#### Победы (3)
| Титулы                      |
| --------------------------- |
| Турниры Большого шлема (0)* |
| Олимпиада (0)               |
| Итоговый турнир ATP (0)     |
| Мастерс (0+1)               |
| АТР 500 (1)                 |
| АТР 250 (2)                 |

| Титулы по покрытиям | Титулы по месту проведения матчей турнира |
| ------------------- | ----------------------------------------- |
| Хард (1+1)*         | Зал (0)                                   |
| Грунт (2)           | Зал (0)                                   |
| Трава (0)           | Открытый воздух (3+1)                     |
| Ковёр (0)           | Открытый воздух (3+1)                     |

* количество побед в одиночном разряде + количество побед в парном разряде.
| №  | Дата            | Турнир                   | Покрытие | Соперник в финале | Счёт           |
| 1. | 31 июля 2011    | Умаг, Хорватия           | Грунт    | Марин Чилич       | 6-4 3-6 6-3    |
| 2. | 5 августа 2012  | Вашингтон, США           | Хард     | Томми Хаас        | 6-7(7) 6-4 6-1 |
| 3. | 19 февраля 2017 | Буэнос- Айрес, Аргентина | Грунт    | Кэй Нисикори      | 7-6(4) 6-4     |

#### Поражения (6)
| №  | Дата            | Турнир                    | Покрытие   | Соперник в финале | Счёт           |
| 1. | 12 февраля 2011 | Коста-ду-Сауипе, Бразилия | Грунт      | Николас Альмагро  | 3-6 6-7(3)     |
| 2. | 8 января 2012   | Брисбен, Австралия        | Хард       | Энди Маррей       | 1-6 3-6        |
| 3. | 28 октября 2012 | Валенсия, Испания         | Хард (зал) | Давид Феррер      | 1-6 6-3 4-6    |
| 4. | 23 февраля 2014 | Рио-де-Жанейро, Бразилия  | Грунт      | Рафаэль Надаль    | 3-6 6-7(3)     |
| 5. | 23 июля 2017    | Бостад, Швеция            | Грунт      | Давид Феррер      | 4-6 4-6        |
| 6. | 1 октября 2017  | Шэньчжэнь, Китай          | Хард       | Давид Гоффен      | 4-6 7-6(5) 3-6 |

### Финалычелленджерови фьючерсов в одиночном разряде (12)

#### Победы (10)
| Титулы           |
| Челленджеры (5)* |
| Фьючерсы (5+3)   |

| Титулы по покрытиям | Титулы по месту проведения матчей турнира |
| ------------------- | ----------------------------------------- |
| Хард (0)*           | Зал (0)                                   |
| Грунт (10+3)        | Зал (0)                                   |
| Трава (0)           | Открытый воздух (10+3)                    |
| Ковёр (0)           | Открытый воздух (10+3)                    |

* количество побед в одиночном разряде + количество побед в парном разряде.
| №   | Дата             | Турнир             | Покрытие | Соперник в финале     | Счёт              |
| 1.  | 26 марта 2006    | Каир, Египет       | Грунт    | Михал Навратил        | 7-6(2) 6-4        |
| 2.  | 21 мая 2006      | Ильичёвск, Украина | Грунт    | Бастиан Книттель      | 6-3 6-2           |
| 3.  | 4 июня 2006      | Черкассы, Украина  | Грунт    | Джанкарло Петраццуоло | 3-6 7-6(7) 6-2    |
| 4.  | 18 июня 2006     | Минск, Беларусь    | Грунт    | Владислав Бондаренко  | 6-2 7-5           |
| 5.  | 30 июля 2006     | Модена, Италия     | Грунт    | Андрей Голубев        | 4-6 7-6(8) 7-6(9) |
| 6.  | 10 июня 2007     | Сассуоло, Италия   | Грунт    | Эктор Руис Каденас    | 6-1 6-4           |
| 7.  | 2 августа 2009   | Орбетелло, Италия  | Грунт    | Пабло Андухар         | 6-4 6-2           |
| 8.  | 6 сентября 2009  | Комо, Италия       | Грунт    | Хуан Мартин Арангурен | 7-5 7-6(5)        |
| 9.  | 27 сентября 2009 | Трнава, Словакия   | Грунт    | Ламин Уахаб           | 6-2 6-2           |
| 10. | 28 февраля 2010  | Мекнес, Марокко    | Грунт    | Руй Машаду            | 7-5 6-2           |

#### Поражение (2)
| №  | Дата            | Турнир            | Покрытие | Соперник в финале | Счёт       |
| 1. | 20 февраля 2010 | Танжер, Марокко   | Грунт    | Стефан Робер      | 6-7(5) 4-6 |
| 2. | 21 марта 2010   | Марракеш, Марокко | Грунт    | Яркко Ниеминен    | 3-6 2-6    |

### Финалы турнировATPв парном разряде (2)

#### Победа (1)
| №  | Дата          | Турнир           | Покрытие | Партнёр       | Соперники в финале           | Счёт              |
| 1. | 20 марта 2011 | Индиан-Уэлс, США | Хард     | Ксавье Малисс | Стэн Вавринка Роджер Федерер | 6-4 6-7(5) [10-7] |

#### Поражение (1)
| №  | Дата           | Турнир             | Покрытие | Партнёр      | Соперники в финале      | Счёт       |
| 1. | 11 января 2015 | Брисбен, Австралия | Хард     | Кэй Нисикори | Джейми Маррей Джон Пирс | 3-6 6-7(4) |

### Финалычелленджерови фьючерсов в парном разряде (8)

#### Победы (3)
| №  | Дата            | Турнир            | Покрытие | Партнёр               | Соперники в финале                    | Счёт           |
| 1. | 19 марта 2006   | Порт-Саид, Египет | Грунт    | Джанкарло Петраццуоло | Йордан Канев Предраг Русевски         | 6-1 6-2        |
| 2. | 18 июня 2006    | Минск, Беларусь   | Грунт    | Сергей Тарасевич      | Константин Кравчук Денис Мацукевич    | 7-6(4) 4-6 6-3 |
| 3. | 24 августа 2008 | Москва, Россия    | Грунт    | Артём Смирнов         | Александр Красноруцкий Денис Молчанов | 6-0 3-6 [10-8] |

#### Поражения (5)
| №  | Дата             | Турнир             | Покрытие | Партнёр         | Соперники в финале               | Счёт       |
| 1. | 21 мая 2006      | Ильичёвск, Украина | Грунт    | Денис Молчанов  | Бастиан Книттель Александр Сачко | 4-6 3-6    |
| 2. | 26 апреля 2008   | Падуя, Италия      | Грунт    | Денис Мацукевич | Симоне Ваньоцци Кайо Дзампьери   | 5-7 6-7(2) |
| 3. | 20 сентября 2009 | Щецин, Польша      | Грунт    | Артём Смирнов   | Томаш Беднарек Матеуш Ковальчик  | 3-6 4-6    |
| 4. | 28 февраля 2010  | Мекнес, Марокко    | Грунт    | Артём Смирнов   | Пабло Андухар Флавио Чиполла     | 2-6 2-6    |
| 5. | 14 марта 2010    | Рабат, Марокко     | Грунт    | Дмитрий Ситак   | Илья Бозоляц Даниэле Браччали    | 4-6 4-6    |

### Финалы командных турниров (1)

#### Поражение (1)
| №  | Год  | Турнир        | Команда                             | Соперник в финале                 | Счёт |
| 1. | 2016 | Кубок Хопмана | Украина · Э.Свитолина, А.Долгополов | Австралия · Д.Гаврилова, Н.Кирьос | 0-2  |

## История выступлений на турнирах
| Турнир                       | 2007          | 2008          | 2009  | 2010  | 2011  | 2012  | 2013  | 2014  | 2015  | 2016  | 2017  | 2018  | Итог   | В/П за карьеру |
| ---------------------------- | ------------- | ------------- | ----- | ----- | ----- | ----- | ----- | ----- | ----- | ----- | ----- | ----- | ------ | -------------- |
| Турниры Большого шлема       |               |               |       |       |       |       |       |       |       |       |       |       |        |                |
| Открытый чемпионат Австралии | К             | К             | К     | К     | 1/4   | 3Р    | 1Р    | 2Р    | 1Р    | 2Р    | 2Р    | 3Р    | 0 / 8  | 11-8           |
| Открытый чемпионат Франции   | К             | К             | -     | 3Р    | 3Р    | 1Р    | 1Р    | 2Р    | 1Р    | -     | 2Р    | -     | 0 / 7  | 6-7            |
| Уимблдонский турнир          | -             | -             | -     | 2Р    | 1Р    | 2Р    | 3Р    | 3Р    | 2Р    | 2Р    | 1Р    | -     | 0 / 8  | 8-8            |
| Открытый чемпионат США       | -             | -             | -     | 1Р    | 4Р    | 3Р    | 2Р    | -     | 1Р    | 1Р    | 4Р    | -     | 0 / 7  | 9-7            |
| Итог                         | 0 / 0         | 0 / 0         | 0 / 0 | 0 / 3 | 0 / 4 | 0 / 4 | 0 / 4 | 0 / 3 | 0 / 4 | 0 / 3 | 0 / 4 | 0 / 1 | 0 / 30 |                |
| В/П в сезоне                 | 0-0           | 0-0           | 0-0   | 3-3   | 9-4   | 5-4   | 3-4   | 4-3   | 1-4   | 2-3   | 5-4   | 2-1   |        | 34-30          |
| Турниры Мастерс              |               |               |       |       |       |       |       |       |       |       |       |       |        |                |
| Индиан-Уэллc                 | -             | -             | -     | -     | 3Р    | 4Р    | 2Р    | 1/2   | 3Р    | 3Р    | 2Р    | -     | 0 / 7  | 11-7           |
| Майами                       | -             | -             | -     | -     | 4Р    | 3Р    | 3Р    | 1/4   | 4Р    | 3Р    | 1Р    | -     | 0 / 7  | 11-7           |
| Монте-Карло                  | -             | -             | -     | 1Р    | 1Р    | 3Р    | 2Р    | 2Р    | 2Р    | -     | -     | -     | 0 / 6  | 5-6            |
| Мадрид                       | -             | -             | -     | 2Р    | 1Р    | 1/4   | 1Р    | 2Р    | -     | 2Р    | К     | -     | 0 / 6  | 6-6            |
| Рим                          | -             | -             | -     | К     | 1Р    | 1Р    | 3Р    | 1Р    | 2Р    | 1Р    | 1Р    | 1Р    | 0 / 8  | 2-8            |
| Торонто/Монреаль             | -             | -             | -     | 3Р    | 2Р    | 1Р    | 2Р    | -     | 1Р    | 1Р    | -     | -     | 0 / 6  | 4-6            |
| Цинциннати                   | -             | -             | -     | 1Р    | 1Р    | 1Р    | 1Р    | -     | 1/2   | 1Р    | 2Р    | -     | 0 / 7  | 4-7            |
| Шанхай                       | Не проводился | Не проводился | -     | 2Р    | 1/4   | 3Р    | 2Р    | 1Р    | 1Р    | -     | 3Р    | -     | 0 / 7  | 9-7            |
| Париж                        | -             | -             | -     | -     | 3Р    | 1Р    | 1Р    | 1Р    | 2Р    | -     | -     | -     | 0 / 5  | 2-5            |
| Статистика за карьеру        |               |               |       |       |       |       |       |       |       |       |       |       |        |                |
| Проведено финалов            | 0             | 0             | 0     | 0     | 2     | 3     | 0     | 1     | 0     | 0     | 3     | 0     |        | 9              |
| Выиграно турниров АТП        | 0             | 0             | 0     | 0     | 1     | 1     | 0     | 0     | 0     | 0     | 1     | 0     |        | 3              |
| В/П: всего                   | 0-2           | 0-0           | 1-1   | 21-23 | 38-29 | 34-25 | 24-27 | 27-21 | 26-26 | 17-17 | 28-23 | 5-5   |        | 221-201        |
| Σ % побед                    | 0 %           | 0 %           | 50 %  | 48 %  | 57 %  | 58 %  | 47 %  | 56 %  | 50 %  | 50 %  | 55 %  | 50 %  |        | 52 %           |

К — проигрыш в отборочном турнире.